# Maria Teresa av Savojen (1756–1805)
Maria Teresa av Savojen, på franska Marie-Thérèse, född 31 januari 1756, död 2 juni 1805 i Graz, var en fransk ingift prinsessa (grevinna av Berry och Artois). Hon gifte sig på Versailles 16 november 1773 med den blivande kung Karl X av Frankrike.

## Biografi
Född som dotter till kung Viktor Amadeus III av Savojen och Maria Antonia av Spanien. Äktenskapet var arrangerat enligt en politik av allians mellan de franska och savordianska kungahusen: hennes syster Maria Josefa hade år två år tidigare blivit gift med Prins Ludvig av Frankrike, och hennes svägerska Clothilde av Frankrike blev två år därpå gift med hennes bror. 
Maken hade tidigare velat gifta sig med Louise Adélaïde de Bourbon-Condé, och fattade avsmak för henne genom det påtvingade äktenskapet, och parets relation var distanserad. Bland makens många älskarinnor var den mest berömda Louise d'Esparbès de Lussan, svägerska till Yolande de Polastron. Maria Teresa var en av de mer impopulära personerna i kungahuset, där det redan rådde en ogillande atmosfär mot utlänningar som gifte in sig i franska kungahuset och där anhängarna till Marie Antoinette ogillade att två prinsessor av Savojen hade fått gifta sig med kungens två bröder. Maria Teresa beskrivs som tystlåten och apatisk. Hon ansågs inte vara vacker, men hennes hy var allmänt beundrad. Hon fick 1775 det första barnet av sin generation i kungahuset. 
Maria Teresa lämnade Frankrike tillsammans med maken vid franska revolutionens utbrott kort efter stormningen av Bastiljen 1789. En tid efter att hon lämnat Frankrike återvände hon till sitt hemland Savojen. Hon levde separerad från sin make, som 1791 flyttade till Koblenz och året därpå till Storbritannien, där han levde i Edinburgh i Skottland med sin mätress: han vägrade att låta henne bo hos sig och gav henne heller inte tillstånd att närvara vid hennes sons bröllop i Mitau 1799. Maria Teresa år 1793 fick tillstånd av den tysk-romerska kejsaren att bosätta sig i Graz i Österrike, där hon levde till sin död tolv år senare.

## Barn
1. Louis-Antoine av Artois, hertig av Angoulême (1775-1844)
2. Sophie av Artois (1776-1783)
3. Karl Ferdinand av Artois, hertig av Berry (1778-1820)
4. Marie Therese av Artois (1783)